# Puerres
Puerres – miasto w Kolumbii, w departamencie Nariño.